# Lucilia angustifrontata
Lucilia angustifrontata är en tvåvingeart som beskrevs av Ye 1992. Lucilia angustifrontata ingår i släktet Lucilia och familjen spyflugor. Inga underarter finns listade i Catalogue of Life.